# Quaestiones hebraicae in Genesim
Quaestiones hebraicae in Genesim («Problemi di ebraico in Genesi» ossia «interrogativi posti dal testo ebraico della Genesi») è un commento esegetico scritto da Sofronio Eusebio Girolamo in cui il testo della Vetus latina è confrontato frase per frase con il testo ebraico noto a Girolamo (non è ancora quello dei masoreti) e con le traduzioni greche. L'opera fornisce una giustificazione delle scelte operate da Girolamo nella traduzione del libro della Genesi.
Simultaneamente, Girolamo discute questioni sollevate in commenti esegetici cristiani. Ad esempio, per il primo versetto («In principio Dio creò il cielo e la terra») discute l'affermazione di Aristone di Pella, secondo cui «In principio» potrebbe anche essere letto come «Nel primogenito», rendendo così il significato del versetto analogo a quello dei versetti 2 e 3 del Vangelo secondo Giovanni.